# Pycnonotus penicillatus
Pycnonotus penicillatus là một loài chim trong họ Pycnonotidae.